# Дербентское ханство
Дербентское ханство (перс. خانات دربند ‎, азерб. Dərbənd xanlığı) — государственное образование, располагавшееся на территории исторического северного Ширвана, ныне южная часть современного Дагестана. Исторический северный рубеж древней Кавказской Албании. Столицей ханства был город Дербент.

## История

### Образование ханства
Сформировалось на землях наместничества Сефевидов, созданного после того, как в 1509 Дербент, находившийся ранее в руках ширваншахов Дербенди, взял Исмаил I. Сефевидские власти отстроили здесь ряд мечетей (в основном в XVII в.), а Аббас I уделял пристальное внимание ремонту укреплений и порта. Ханством управлял наместник, подчинявшийся беглербегу Ширвана и назначавшийся шаханшахом из числа кызылбашей, его заместитель (наиб) из местных жителей передавал свои права по наследству.
В начале XVIII века Дербент входил в состав Сефевидского государства. После 1606 года Дербентом управляли сефевидские губернаторы с титулом султана из вождей племён устаджлы, румлу, шамлы и других. В тот период на Восточном Кавказе шли широкие восстания против шахского владычества. Кризисом Сефевидского государства воспользовались Российская и Османская империи. В 1722 году русская армия под командованием императора Петра I начала поход в прикаспийские владения Персии. При занятии Петром I Дербента наибом города был Имам-Кули-хан, происходивший из шиитского рода Курчи. Он преподнёс российскому императору ключи от городских ворот. Пётр I писал в Сенат: «наиб сего города встретил нас и ключ поднёс от ворот. Правда, что сии люди нелицемерною любовию приняли и так нам рады, как бы своих из осады выручили». Пётр I назначил Имам Кули-хана ханом дербентским и начальником «туземного» войска с присвоением чина генерал-майора.
В сентябре 1723 года между Россией и Персией был заключён Петербургский мирный договор, в соответствии с которым персидский шах признавал за Россией Дербент и Баку с прилегающими к ним землями. Позднее, в связи с обострением русско-турецких отношений, российское правительство, с целью избежания новой войны с Османской империей и заинтересованное в союзе с Персией, в марте 1735 года заключило с последней Гянджинский договор, по которому Персии передавались Дербент и Баку с их провинциями.
В 1735 году крымский хан сумел назначить правителем Дербента Ахмед Хана Уцмия. Надир-шах заменил его на султанов из племён устаджлы и гарачорлу. До смерти Надира Дербентом управлял ещё один доверенный полководец Мухаммедали-хан Герегли. После смерти Надира сын Имамгулу Бека Мухаммедхасан вернулся на родину. Начиная с 1747 года с титулом хана в Дербенте правил сын Имам-Кули-хана — Мухаммад-Хасан (также Магомед-Гусейн или Мухаммед-Гусейн). Об образовании Дербентского ханства И. Березин писал: «…Лишь только пал под ударами убийц персидский завоеватель, дербентцы, недовольные его наместником, провозгласили в 1747 г. правителем Мухаммед Хасана». После гибели в 1747 году персидского шаха Надир-шаха, созданное в результате его завоеваний государство распалось и на территории бывших персидских провинций (беглербейств) образовалось два десятка полунезависимых ханств и султанств, одним из которых стало Дербентское ханство.

### В составе Кубинского ханства
В 1765 году кубинский хан Фатали-хан с помощью шамхала, уцмия и табасаранского кадия овладел Дербентом и присоединили Дербентское ханство к своим владениям. После подчинения ханства, его правитель Мухаммед-Гусейн хан Дербенди был ослеплён и заключён сначала в городе Куба, а затем в Баку. Через некоторое время Мухаммед-Гусейн хан скончался в Баку.
После смерти Фатали-хана созданное им государство распалось. Наследовавший ему Ахмет-хан правил всего два года и скончался в марте 1791 года, после чего новым кубинским ханом стал его брат Шейх Али-хан. В результате недовольства политикой Шейх Али-хана, Дербент вновь стал самостоятельным ханством, правителем которого в мае 1799 года был провозглашён младший сын Фатали-хана — Гасан-ага. В 1802 года Гасан-хан скончался и Шейх Али-хан снова присоединил дербентское владение к Кубинскому ханству.

### Ликвидация ханства
В 1806 году ханство было занято русскими войсками. Согласно Гюлистанскому мирному договору, подписанному 12 октября 1813 года в селении Гюлистан (в Карабахе) Персия признала власть России над бывшим Дербентским ханством. Помимо Дербентского ханства к России отошли Бакинское, Карабахское, Гянджинское, Ширванское, Шекинское, Кубинское, а также часть Талышского ханства.

## Правители
|    | Имя хана              | Годы правления |
| -- | --------------------- | -------------- |
| 1. | Мухаммад-Гусейн хан   | 1747—1765      |
| 2. | Фатали-хан Кубинский  | 1765—1789      |
| 3. | Ахмед-хан Кубинский   | 1789—1791      |
| 4. | Шейхали-хан Кубинский | 1791—1796      |
| 5. | Гасан Ага             | 1796—1797      |
| 6. | Шейхали-хан Кубинский | 1797—1799      |
| 7. | Гасан Ага             | 1799—1802      |
| 8. | Шейхали-хан Кубинский | 1802—1806      |

## Территория и население
Территория Дербентского ханства простиралась на юг от владений кайтагского уцмия, до предгорий Табасаранского хребта-Бент на западе и северо-восточных границ Кубинского ханства, включала в себя собственно сам город Дербент и селения Улусского магала.
Советско-российский востоковед А. П. Новосельцев, касаясь характера объединённого Дербентско-Кубинского ханства Фатали-хана, отмечал, что ханство этого периода вряд ли правильно считать азербайджанским, поскольку «основная часть его подданных была представлена лезгинами и прочими дагестанскими народами, да и главной его резиденцией был Дербент».
Согласно дугим источникам, население Дербентского ханства состояло в основном из азербайджанцев
Согласно БРЭ, население ханства состояло из лезгин (а также других дагестанцев), азербайджанев, горских евреев. Русский историк С. М. Броневский, побывавший на Кавказе в конце XVIII века, писал о Дербенте:

В 1796 году сочтено домов 2 189, монетный двор один, лавок 450, мечетей 15, караван-сараев 6, фабрик шелковых 30, фабрик бумажных 113, разных мастеровых лавок 50, жителей обоего пола с небольшим 10 тысяч, которые все магометанскаго закона алиевой секты и родом большею частию персияне, кроме некотораго числа армян, говорят и пишут персидским языком, называемым фарс, но простонародно употребляют испорченное татарское наречие.

Тот же русский историк С. М. Броневский, пишет что Дербентское Ханство, важное по положению города Дербент, длина сего на берегу Каспийского моря от реки Самур и до реки Дарвагчай 45 верст. А ширина от моря до гор 20 вёрст и в самой большой ширине 25 вёрст доходящих до владений Табасаранских и Казикумухских на западе. На севере граничит с владениями усмея Каракайдацкого, а на юге с Кубинским Ханством.
Дальше он сообщает, что

Число прочих жителей не превосходит 2 000 дворов. Родом они из кочющих в Персии народов шахсевен и терекемен. издревле переведенных в Дагестан, поселены в 17 деревнях, держутся секты сунской и алиевой. Говорят татарским наречием. Они прилежные земледельцы, сеют всякаго рода хлеб, хлопчатую бумагу, шефран, упражняются также в шелководстве и в копании дикой марионы, промышляют доставлением в Дербент дров, угольев и съестных припасов. Земли их изобилуют всеми припасами, лугами, лесами и водами. Горские народы нарушают их спокойствие своими набегами, каковые однако же умеют они отражать, будучи от природы храбрыми и по осторожности всегда вооружены. Все жители ханства дербентскаго вместе с городскими не более поставить могут, как четыре тысячи вооружённых людей, большею частию конницы, которая почитается в Дербенте за лучшую.